# Tramvajová doprava v Pule

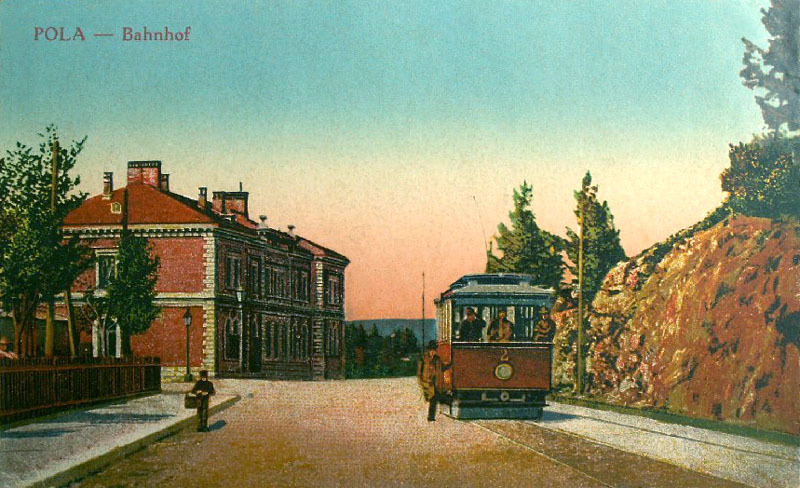
Pulská tramvaj u železničního nádraží

Tramvajová doprava v Pule byla provozována na malé síti mezi lety 1904 až 1934.

## Historie
V roce 1887 navrhl linecký inženýr Rudolf Urbanetzki projekt tramvaje v Pule, tehdejší hlavní rakouskouherské námořní základně. Trať měla být buďto koněspřežná nebo na elektrický pohon. V prosinci 1900 byla stavba tramvaje svěřena vídeňské firmě Wrede.
Zkušební provoz začal dne 5. února 1904, pravidelný provoz byl započat 24. března téhož roku. V průběhu prvních čtyř měsíců bylo přepraveno 410 000 cestujících. Tramvaje jezdily na normálním (1435 mm) rozchodu.
Po první světové válce se skončil hospodářský růst Puly a navíc autobusy začaly čím dál více konkurovat tramvaji. Nakonec 16. června 1934 vyjely tramvaje do pulských ulic naposledy a přenechaly své místo autobusové dopravě.